# Johan Kasantaroeno
Johannes Toepon (Johan) Kasantaroeno (1 december 1945 – 12 februari 2008) was een Surinaams politicus.
Nadat in februari 1979 de Javaanse partij KTPI de regering onder leiding van Henck Arron verlaten had, volgde hij de KTPI-politicus Johan Sisal op als minister van Landbouw, Veeteelt en Visserij (LVV). Een jaar later, op 25 februari 1980, vond de Sergeantencoup onder leiding van Desi Bouterse plaats waarmee een voortijdig einde kwam aan zijn ministerschap. Andere leden van de regering werden door de militairen opgepakt maar Kasantaroeno was toevallig in Commewijne en kon ontvluchten naar Frans-Guyana. Van daaruit kon hij, hoewel hij geen papieren bij zich had, met behulp van de Fransen via de Verenigde Staten naar Nederland ontkomen.
In Nederland aangekomen huurde hij de voormalig beroepsmilitair Fred Ormskerk in om een tegencoup te plegen die op 30 april 1980 plaats had. Nadat deze coup mislukte was, is Ormskerk om het leven gebracht en Kasantaroeno's vader (Hein Samidi Kasantaroeno) en oom werden opgepakt. Later dat jaar werd Johan Kasantaroeno bij verstek veroordeeld tot 5 jaar gevangenisstraf voor samenspannen tot omverwerping van het gezag en zijn vader werd veroordeeld tot 2,5 jaar gevangenisstraf wegens medeplichtigheid aan de coup. Suriname vroeg aan Nederland om uitlevering van Johan Kasantaroeno maar zijn naturalisatie tot Nederlander in februari 1981 maakte die uitlevering aan Suriname onmogelijk. In hoger beroep werd zijn vader in mei 1981 deels vrijgesproken maar hij werd nog wel schuldig bevonden aan het aanprijzen van omverwerping of aantasting van het gevestigde gezag en verstoring van de openbare orde. Aangezien de 7 maanden gevangenisstraf die hij hiervoor kreeg korter was dan de 1 jaar die hij al vastgezeten had, werd hij toen onmiddellijk vrijgelaten.
Johan Kasantaroeno bleef nog lange tijd in Nederland maar keerde uiteindelijk toch terug naar Suriname om Paul Somohardjo van Pertjajah Luhur (PL) te adviseren die in 2000 minister van Sociale Zaken en Volkshuisvesting werd.
Later was Kasantaroeno Chief Executive Officer (CEO) en een van de grote aandeelhouders van PowerCem Technologies Africa. Begin 2008 kwam hij plotseling op 62-jarige leeftijd te overlijden.